# ザ・リリーズ (女性アイドル)
ザ・リリーズは、1970年代を中心に活動した双子姉妹の燕奈緒美、燕真由美（つばめ なおみ、1960年12月7日 - 、つばめ まゆみ、1960年12月7日 - 2023年1月24日）の女性アイドルデュオ。
北海道夕張市出身。1975年デビュー、代表曲に『好きよキャプテン』がある。メンバーの結婚・出産に伴い1986年に事実上の活動休止状態となるが、2005年の再結成以降は東京を拠点に置き、首都圏や出身地である北海道などを中心にライブやショー、歌番組の出演を行っている。
デビュー当時は、渡辺プロの関係者宅に下宿しており、そこではライオンが飼われており、雑誌などで度々取り上げられた。

## 略歴
- 1960年12月7日、北海道夕張市で清水沢駅近くに所在した電器店を実家[注釈 2]として生まれる。
- 1972年、日本コロムビア主催のコンクールで北海道地区準優勝に輝きこれが大きな自信となる。(参加曲 愛に支えられて)。
- 1973年、スカウト番組「あなたならOK」の札幌地区オーディションに合格。(参加曲　月の砂漠)。
- 1974年、夏休み冬休みを利用して上京、東京音楽学院で基礎、実践トレーニングを受け10月に二人だけで上京。
- 渡辺プロダクション[2]に所属、北海道出身のため、清楚な道花鈴蘭の英語名より、グループ名が決定される[3]。
- 1975年、『水色のときめき』で東芝EMI（「東芝レコード」レーベル、現：ユニバーサルミュージックジャパン）からデビュー。同年引退した同事務所所属の同じ双子女性歌手のザ・ピーナッツの後継としてデビュー。
- 2ndシングル『好きよキャプテン』（松本隆作詞・森田公一作曲）が最大のヒット曲となり、1975年度新宿音楽祭銅賞を受賞するなど広く知られるが、デビュー当初はフォークソングを意識したバラード調のものが多かった。また、歌手活動と並行して、クイズ番組「ズバリ!当てましょう」のアシスタントや時代劇「銭形平次[注釈 3]」にレギュラー出演するなど、タレントとしても活躍する。
- 1981年にリリースされた『シェルの涙』を以て東芝EMIから離れ、渡辺プロからも独立。3年程度新曲を発表せず、音楽性を模索しながらテレビタレントとして活動する。
- 1984年、スターチャイルド（キングレコード）よりリリースされた企画アルバム『ゴジラ伝説』に参加。1985年に移籍したビクター音楽産業（現：ビクターエンタテインメント〈二代目〉。ただし、アニメ音楽部門のみ後にm-serveを経てフライングドッグへ移管）では、本名の「燕奈緒美・燕真由美」名義で「地球防衛軍テラホークス」の主題歌シングルを2枚発売するほか、パイロット版アニメ『ワンダービート大作戦』（1985年8月）の主題歌を担当、同作の本放送版『ワンダービートS』（1986年）放映時にはシングル盤のほかサウンドトラックアルバムにも参加する。
- 1985年、とんねるずが発表した『雨の西麻布』[注釈 4]の「双子のリリーズ〜」という歌詞が反響を呼び、1986年秋にポリスターよりムード歌謡調のデュエット曲『夫婦茶碗』を「吉田照美＆リリーズ」名義で発売する。
- 1986年以降は奈緒美の結婚・出産を要因としてデュオ活動が休止状態となり、真由美単独でのタレント活動が多くなったが、奈緒美の出産後は散発的に2人で懐メロ番組に出演していた。
- 2005年に開催されたクリスマスライブパーティーを機に再結成。2006年6月25日に開催された横浜赤レンガ倉庫でのライブ、およびマキシシングル『DRAGON c/w KARINGA』を自主制作で発売、LILIES名義で音楽活動を再開する。その後、財政破綻した出身地の夕張市に関わる応援活動の展開を始める。
- 2008年6月、所属事務所を移籍し、コンスタントなライブ活動を開始する。10月4日、夕張市社会福祉協議会のイベントに参加、翌日には「悲別ロマン座」でライブを開催。以降、同所エントランスホールに、二人の夕張時代の写真を集めた「リリーズ資料館」が設置される。同年10月21日に日刊ゲンダイ『あの人はいまこうしてる』で取り上げられ、同記事でのインタビューに対し、姉・奈緒美が“バツイチながら3人の子供を育て上げた”旨のコメントが掲載される[4]。
- 2010年2月1日、原宿でオープンしたMUSICレストラン「La・Donna原宿」のデザインプロデュースを担当。これが縁となって「・・・na-phthalene」（同4月24日）、デビュー35周年ディナーLIVE（6月5日）、デビュー36周年記念コンサート「小さな恋のクリスマス2011ディナーショー」（2011年12月17日）、デビュー38周年記念ディナーショー（2013年6月22日）、バースデーディナーショー（同11月30日）などが開催されている。
- 2012年4月1日より、MusicBird制作によるラジオ番組「リリーズのキャプテンズRADIO」が放送を開始、全国約60局のコミュニティーFMおよびインターネットサイマルラジオで全国放送される。（2017年4月現在、全国90局にて放送）
- 2013年にはライブハウス「MusicSquare1624Tenjin」（大阪府高槻市）にてジョイントライブをプロデュース[注釈 5]。同所では同12月14日に「Birthday & X masコンサート」も開催されている。7月以降は「夢コンサート 同窓会」にレギュラー出演するほか、「同窓会コンサートスペシャル」（12月12日、中野サンプラザホール）に出演している。

- 株式会社夢グループが開催している「夢コンサート」は、前述の「La・Donna原宿」」に高道（狩人）と共に出演していた際、リリーズや高道らの提案でスタートしたと、後に夢グループ社長、石田重廣が語っている。このため、夢コンサートの初代司会者を、夢グループ所属の保科有里と共にリリーズが担当した。

- 2014年より「同窓会コンサート」にレギュラー出演。年間70ケ所を超える会場で、西城秀樹、尾藤イサオ、小川知子、あべ静江、西口久美子（元　青い三角定規）、あいざき進也、伊藤咲子、大野真澄（元GARO）らと共に、昭和歌謡の歌を披露している。

- 2018年より「夢歌謡祭」にレギュラー出演。

- 2020年12月に妹、燕真由美に脳腫瘍が見つかり手術や入院治療しなかがら活動を継続していたが、2022年7月の公演を最後に活動を一時休止。

- 2023年1月24日、妹の真由美が62歳で死去。過去の2度脳腫瘍の手術を受けており闘病していたが、姉の奈緒美や両親が見守る中、眠るように息を引き取ったという[5]。生涯独身だった。

- 2023年4月26日、東京・なかのZEROで行われた日本歌手協会創立60周年「輝け！歌の祭典2023」に、姉、奈緒美が出演。妹、真由美死去後、二度と表舞台に立つことはないと思う時期もあったが、妹の分や応援してくれているファンの皆様の為に頑張って行くという決意を表明。悲しみを乗り越えながらステージ上ではヒット曲「好きよキャプテン」を熱唱した。

## ディスコグラフィー

### シングル
※オリジナル盤に続けて「；」印をもって区切った規格番号は、2011年12月21日にミュージックグリッド（現：ビクターエンタテインメント〈二代目〉）より発売されたMEG-CDのものである。
1. 水色のときめき c/w すずらんの花（1975年6月5日 東芝EMI〈現：ユニバーサルミュージックジャパン〉TP-20135；MEGTO-10143）
2. 好きよキャプテン c/w 恋する三秒間（1975年9月20日 同TP-20182；MEGTO-10144）
  - 好きよキャプテン c/w 恋する三秒間（1978年9月20日 同TP-10495）
3. いじわる時計 c/w 恋のつぼみ君（1976年3月5日 同TP-20241；MEGTO-10145）
4. 初恋にさよなら c/w ひと夏ぽっちの恋（1976年7月5日 同TP-10034；MEGTO-10146）
5. 恋に木枯し c/w 恋のシュプール（1976年11月5日 同TP-10115；MEGTO-10147）
6. パパ キケン! c/w 帰り道のマーチ（1977年5月5日 同TP-10207；MEGTO-10148）
7. 初恋スラローム c/w オンリー・ワン（1977年12月1日 同TP-10351；MEGTO-10149）
8. 春風の中でつかまえて c/w 恋あくび（1978年3月20日 同TP-10379；MEGTO-10150）
9. 太陽がいっぱい c/w あなたと私（1978年6月20日 同TP-10432）
10. 一度だけのスキャンダル c/w 恋のマチョマン（1978年9月20日 同TP-10470；MEGTO-10151）
11. キス・ミー c/w Bonjour 涙（1978年12月20日予定→発売中止 同TP-10526；MEGTO-10152）
12. 遠いふるさと c/w きのう 今日 あした（1979年9月20日 同TP-10630；MEGTO-10153）
13. きわどい季節 c/w ヴァージニティーの悲劇（1980年7月5日 同TP-17011）
14. ちょっと HONG KONG TOWN c/w メモリアル・ゾーン（1980年11月21日 同TP-17095）
15. シェルの涙 c/w 甘い予感（1981年7月21日 同TP-17176）
16. ギャラクティカ・スリリング[注釈 6] c/w 0（ゼロ）のテーマ（演奏：新田一郎）（1985年4月21日 ビクター音楽産業〈現・ビクターエンタテインメント(二代目)〉 KV-3065[注釈 7]）
17. 大切な言葉（ワン・ワード）[注釈 8] c/w ALL THROUGH THE NIGHT（1985年6月21日 同KV-3067[注釈 7]）
18. 瞳はコスモス[注釈 9] c/w ワンダービート[注釈 10]（1986年4月21日 同KV-3073[注釈 11]）
19. 夫婦茶碗 c/w バナナ・トリップ（1986年11月25日 ポリスター D07R-1009[注釈 12]）
20. KARINGA c/w DRAGON（2006年7月3日 SUIREN MUSIC SUIR-0001[注釈 13]）
21. Daisy c/w あの空を守りたい（2008年8月22日 キャプテンエンターテイメントCAPT-0001[注釈 13]）
22. DRAGON c/w KARINGA（2008年8月22日 同CAPT-0002[注釈 13]）

### オリジナルアルバム
1. 小さな恋のメロディー/ザ・リリーズの世界（1976年4月5日 東芝EMI TP-72149）
  - 必聴名盤シリーズ 小さな恋のメロディー ―ザ・リリーズの世界―（2003年11月27日 同TOCT-25235）
  - 小さな恋のメロディー/ザ・リリーズの世界（2018年4月4日 ユニバーサルミュージック UPCY-7511）
2. 恋に木枯し/ザ・リリーズの世界 Vol.2（1976年12月5日 東芝EMI TP-72222）
  - 名盤プレミアム・シリーズ 恋に木枯し/ザ・リリーズの世界 Vol.2（2008年8月27日 同TOCT-26624）
  - 恋に木枯し/ザ・リリーズの世界 Vol.2（2018年2月21日 ユニバーサルミュージック UPCY-7471）
3. 花のささやき/ザ・リリーズ（1977年8月5日 東芝EMI TP-72262）
  - 花のささやき/ザ・リリーズ（2017年3月29日 ユニバーサルミュージック UPCY-7263）
4. 思春記/ザ・リリーズ Vol.4（1978年4月5日 東芝EMI TP-80012）
  - 思春記/ザ・リリーズ Vol.4（2017年6月7日 ユニバーサルミュージック UPCY-7327）
5. KISS ME/ザ・リリーズV（1978年12月20日 東芝EMI TP-80048）
  - KISS ME/ザ・リリーズV（2017年12月6日 ユニバーサルミュージック UPCY-7455）
6. リリーズ ザ・ピーナッツを歌う（2014年11月11日 三貴エージェンシー ODST-5006）
7. 風の贈り物/リリーズ（2016年12月17日 同ODST-1006）

### コンピレーションアルバム
1. ザ・リリーズ ベスト・アルバム（1978年5月25日 アポロン KSF-1105[注釈 14]）
2. なんてったってアイドルポップ〜水色のときめき〜ザ・リリーズ（1993年6月30日 東芝EMI TOCT-8064）
3. ザ・リリーズ ゴールデン☆ベスト（2002年6月19日 同TOCT-10855）
  - ザ・リリーズ ゴールデン☆ベスト スペシャル・プライス（2013年11月27日 ユニバーサルミュージック TYCN-60151）
4. ザ・リリーズ NEW BEST 1500（2005年8月24日 東芝EMI TOCT-11059）

### その他初出楽曲収録作品
1. ゴジラ伝説III（1984年12月5日 スターチャイルド/キングレコード K28G-7225）
『モスラの歌』『マハラ・モスラ』
  - ゴジラ伝説BOX（1991年11月5日 同KICA-72/4）
  - ゴジラ伝説（2014年10月6日 BRIDGE Inc.  BRIDGE-175/8）
2. 雨の西麻布〜にっぽんの心 とんねるず（1985年12月16日 ビクター音楽産業 VCH-764[注釈 14]）
『双子の西麻布』
3. ワンダービートS音楽篇（1986年5月21日 同JBX-25089）
『瞳はコスモス』『百万分の一の世界[注釈 15]』『ワンダービート』
4. 大竹まことの文藝春秋（1987年2月25日 ポリドール [LP]28MR-0005 [CD]H33B-20005）
『文藝春秋CMソング』『シベリア娘』
5. 昭和カバーズ・ヒッツ～歌謡曲（2004年6月23日 キングレコード KICS-2453）
『ダニエル・モナムール[注釈 16]』
6. Mプロジェクト ひとりじゃないの（feat. 石川ひとみ, 伊藤蘭, 太田裕美, 大島花子, 桑江知子, サエラ, ザ・リリーズ, ラヴァーズソウル, 広谷順子, 中尾ミエ, 松本明子, michiko, 山下久美子）[注釈 17]（2011年5月25日 ネット配信）
7. Mプロジェクト/みんなの声（うた）〜若いってすばらしい〜（2013年4月17日 インペリアル/テイチクエンタテインメント TECI-1362）
『ひとりじゃないの』[注釈 18]
8. チーム同窓会2020 ヒットソングジャパン昭和〜あの頃の歌が今〜Vol.1（2014年5月21日 三貴エージェンシー OSCD-2020）
『恋する夏の日』『木綿のハンカチーフ』
9. チーム同窓会2020 UTA・KIZUNA ―あなたに届きますように―（2014年8月20日 ソニー・ミュージックダイレクト〈現：ソニー・ミュージックレーベルズ〉 MHCL-2460）
UTA・KIZUNA ―あなたに届きますように― c/w YOUNG MAN（Y.M.C.A.）
10. THE NEXT GENERATION パトレイバー オリジナル・サウンドトラック2（2014年10月15日 バップ VPCD-81817）
『GA★PAの歌』

## 出演

### テレビドラマ
1. 小さなスーパーマン ガンバロン 第2話「オソロシゴリラの逆襲」（日本テレビ、1977年4月10日）
2. 銭形平次 第572話〜第624話（おゆみ：つばめ真由美、お直：つばめ奈緒美）（フジテレビ・東映、1977年5月4日 - 1978年5月24日）
3. 戦国豪傑伝・岩見重太郎 第2話（NHK、1978年2月11日）
4. ドラマスペシャル 刑事弁護人・吾が子殺人[注釈 19]（松竹映像・テレビ東京、1987年9月28日）

### 映画
- THE NEXT GENERATION パトレイバー 第7話「大怪獣現る 後編」（2014年8月30日） - 本人役[6]

### ラジオ
- リリーズのキャプテンズ・レディオ（ミュージックバード[7] 2012年4月1日 - 2021年3月28日 毎週日曜 21:00 - 21:55 (全国の一部コミュニティFM局にて放送)）

### CM
- 「バネットライオン」ライオン - ザ・リリーズ初のTVCM。
- 「エンゼルパイ」森永製菓
- 「小枝 」森永製菓（1975年 - 1976年）- 小森和子がナレーション。
- 「バブコ（風船ガム）」カネボウ
- 「シグナル（旅用携帯歯磨きセット）」ライオン
- 「ボンビート」東芝
- 「ミュージック&レストラン ラドンナ原宿」（2010年4月 - 2011年11月）